# Matteo Biffi Tolomei
Matteo Biffi Tolomei (Firenze, 19 maggio 1730 – Toscana, 25 febbraio 1808) è stato un economista e politico italiano.

## Biografia
Il padre, Neri Tolomei Gucci, figlio di Matteo, assunse nel 1752 il cognome di Biffi Tolomei, avendo ereditato la primogenitura e numerosi possessi dal senatore Girolamo Biffi. La madre era Francesca Mannelli, figlia del senatore Iacopo e sorella della madre di Francesco Maria Gianni, consigliere del granduca Pietro Leopoldo e suo primo ministro negli anni 1789-1790.
Matteo ereditò dal padre il cognome, il titolo di marchese di Casa-Massella e un importante patrimonio terriero nel Mugello, in Val di Chiana e nel Pisano. Il cognome originario della famiglia continuò con il fratello minore Iacopo (1742-1806).
Sposò il 2 giugno 1762 Maria Margherita Mozzi, dalla quale ebbe due figlie, Francesca Maddalena e Isabella Fiammetta, e un figlio, Neri, morto a soli due anni di età.
Si dedicò soprattutto all’amministrazione e al miglioramento dei possedimenti ereditati. Fece parte dell'Accademia dei Georgofili e dell'Accademia della Crusca. Nel 1764 costituì con Benedetto Tavanti e Alberto Buoninsegni la "Compagnia degli affari de’ beni della religione di S. Stefano" che amministrava le terre dell'Ordine di Santo Stefano papa e martire.
Durante il governo di Pietro Leopoldo (1765-1790), pur intrattenendo rapporti con personaggi di spicco, non ricoprì cariche pubbliche rilevanti: fu solo membro del Consiglio dei Dugento e in seguito uno dei quattro "Buonomini delle Stinche".
Durante l'occupazione francese seguita alla conquista napoleonica, fu nominato nel 1799 presidente della "Deputazione detta degli approvvigionamenti militari di Firenze", rimanendo in carica anche dopo il temporaneo ritiro dei francesi, e nel 1802 fu nominato senatore del Regno di Etruria.
Morì nel 1808.

## Pensiero
Fu favorevole alla libertà di commercio per i generi agricoli, e insieme al protezionismo manifatturiero, secondo la politica propugnata da Francesco Maria Gianni negli anni 1770-1776. La contraddizione tra la libertà di commercio per i generi agricoli della fisiocrazia e il protezionismo per la produzione industriale del mercantilismo veniva risolto attraverso un conciliazionismo empirico, ripreso dal Gianni: si lascia libertà assoluta al proprietario quando l'interesse individuale coincide con l'interesse pubblico, mentre si richiede un regolamento quando interesse individuale e pubblico sono in contrasto.
Fu favorevole alle riforme illuministiche del granduca Leopoldo, e quando Ferdinando III iniziò a praticare una politica contraria ad esse, pubblicò anonimi opuscoli contro la nuova politica economica del governo. Uno di essi, Confronto della ricchezza dei paesi che godono libertà nel commercio frumentario con quella dei paesi vincolati prendendo per esempio la Toscana, gli valse nel 1794 un processo di lesa maestà, che terminò tuttavia nel gennaio 1795 con un non luogo a procedere.
Si conservano documenti di Matteo Biffi Tolomei nell'Archivio di Stato di Firenze e nell'archivio del comune di Fiesole.

## Opere
- 1768: insieme a Ferdinando Morozzi e a Giovanni Targioni Tozzetti, De' pregiudizj delle terre frigide e loro rimedj. Discorso fatto nell'adunanza dell'Accademia de' Georgofili in due lezioni nel dì 3. febbraio, e 2. di marzo 1768. ed umilmente presentato all'Altezzaa reale del serenissimo Pietro Leopoldo, Firenze, Stamperia Bonducciana[5]
- 1791: Sentimento imparziale per la Toscana sopra la seta, e la lana tanto come prodotti che come manifatture: si mostra come la legislazione possa giovare a questi due fonti di ricchezza nazionale e come l'agricoltura e le arti si sostengono a vicenda: da servire per la soluzione del problema proposto dall'Accademia dei Georgofili per l'anno 1791, Italia (ma Firenze) 1791[6]
- 1792: Esame del commercio attivo toscano e dei mezzi di estenderlo per ottenere l’aumento della popolazione e della produzione, Firenze, stamperia di Pietro Allegrini[7]
- 1793: Confronto della ricchezza dei paesi che godono liberta' nel commercio frumentario con quella dei paesi vincolati prendendo per esempio la Toscana che in meno di trenta anni si e trovata in tre stati nei vincoli antichi nella liberta illimitata e nei vincoli nuovi[8].
- 1795: Lettera di un toscano al giornalista di Napoli sopra alcune relazioni circa allo stato economico della Toscana accennate dal sig. Duca di Cantalupo nel suo libro intitolato: Annona o sia piano economico di pubblica sussistenza., Napoli[1].
- 1804: Saggio d'agricoltura pratica toscana e specialmente del contado fiorentino, Firenze: presso G. Tofani e Comp.[9]

### Esame del commercio attivo toscano e dei mezzi di estenderlo per ottenere l’aumento della popolazione e della produzione
Il testo nacque come memoria per la partecipazione ad un concorso indetto dall'Accademia dei Georgofili, per rispondere ad un quesito sull'opportunità di vincoli sul commercio delle materie prime. L'opera non vinse il concorso, ma ottenne l'accessit.
L'autore stesso, in una premessa a un'altra opera (Confronto della ricchezza dei paesi che godono libertà nel commercio frumentario con quella dei paesi vincolati prendendo per esempio la Toscana, seconda edizione del 1795), ci informa di un'edizione, stampata nello stesso 1792 nella stamperia di Pietro Allegrini, "con approvazione". Questa edizione circolava fuori dal Granducato di Toscana con il nome dell'autore ("Matteo Biffi Tolomei, patrizio fiorentino") e con il titolo di Esame del commercio di prodotti e manifatture, e dei mezzi di estenderlo per ottenere l'aumento della popolazione e della produzione, dedotto dai fatti seguiti in Toscana.
Il tema proposto nel concorso riguardava i vincoli sull'esportazione delle materie prime utilizzate nelle principali manifatture fiorentine, le arti della seta e della lana, e sull'importazione dei corrispondenti manufatti esteri..
Il saggio è suddiviso in quattro parti: nella prima l'autore espone un metodo analitico, basato su "assiomi politico-economici" che può essere applicato alle produzioni industriali toscane, senza il rischio di essere ingannati dall'economia, la quale, soggetta a multiple combinazioni, non può essere invece regolata da norme inequivocabili.
Nella seconda parte il metodo proposto viene applicato all'opportunità di avere regole e vincoli a favore della produzione industriale toscana, in particolar modo per quanto riguarda il commercio della seta, considerato il più importante. L'autore propone inoltre un calcolo comparativo dei beni che queste manifatture apportano alla produzione e alla popolazione, rispetto a quelli che può procurare la terra.
Nella terza parte l'autore propone una dimostrazione con metodo sintetico, anziché analitico: l'opportunità dei vincoli viene indagata anche per prodotti per nulla o poco modificati, ovvero i prodotti della terra, sottolineando la natura differente dei due commerci: il libero commercio frumentario apporta alla Toscana grandi benefici, mentre questa stessa libertà danneggerebbe il commercio delle materie prime fondamentale per la manifattura. In questa parte si affrontano anche le altre arti oltre quella della seta.
Nella quarta e ultima parte l'autore confronta la situazione dello Stato toscano come era prima che fosse introdotta la libertà frumentaria e com'era al suo tempo, in rapporto alla produzione e alla popolazione. Esorta inoltre i suoi concittadini a diminuire il commercio passivo e ad aumentare quello attivo, cessando di ricorrere a manifatture estere ed evitando di far entrare in contrasto l'interesse pubblico e l'interesse privato.

### Confronto della ricchezza dei paesi che godono liberta' nel commercio frumentario con quella dei paesi vincolati prendendo per esempio la Toscana che in meno di trenta anni si e trovata in tre stati nei vincoli antichi nella liberta illimitata e nei vincoli nuovi
Lo scritto è in netta opposizione all'indirizzo della politica economica granducale del tempo, che consisteva nel progressivo abbandono del liberismo frumentario introdotto da Pietro Leopoldo ad opera di Ferdinando III. L'autore difende, invece, la libera iniziativa come adatta ad assicurare l'approvvigionamento alimentare della popolazione e un maggior benessere generale. All'esposizione dei danni che avrebbe presentato l'abbandono del liberismo frumentario, si accompagna il tentativo di spiegare le carenze di produzione e gli alti prezzi che avevano determinato il malcontento popolare, ribadendo come elemento negativo anche la mancata protezione delle attività manifatturiere.
A causa di questa evidente opposizione, il presidente della segreteria del Buon governo, Giuseppe Giusti, cercò di intentare all'autore un processo per lesa maestà nel 1794, ma il Supremo tribunale di giustizia dichiarò il non luogo a procedere nel gennaio del 1795.